# ییرژی هانکه
ییرژی هانکه (چکی: Jiří Hanke; ۱۲ دسامبر ۱۹۲۴ – ۱۱ دسامبر ۲۰۰۶) معروف به خورخه هانکه یا گئورگ هانکه، بازیکن فوتبال اهل چکسلواکی بود، که در سطح بین‌المللی برای چکسلواکی با پنج بازی ملی بازی کرد.
وی مربی باشگاه‌های فوتبال اف سی بیل، ستاره سرخ، زاگزیس روتردام و وی‌وی‌اسپورتس بود.